# Kanton Calais-3
Der Kanton Calais-3 ist seit 2015 ein französischer Wahlkreis im Arrondissement Calais, im Département Pas-de-Calais und in der Region Hauts-de-France. 
Der Kanton Calais-3 hat (2022) 38.300 Einwohner. Der Kanton besteht aus einem Teil der Stadt Calais